# Il piccolo yeti
Il piccolo yeti (Abominable) è un film d'animazione del 2019 scritto e co-diretto da Jill Culton, prodotto da DreamWorks Animation e distribuito dalla Universal Pictures.
Co-diretto da Todd Wilderman, il film narra le vicende di una adolescente, Yi, che aiuta a salvare un piccolo Yeti, Everest, a ritornare a casa con l'aiuto dei suoi amici.

## Trama
Un giovane yeti fugge da un complesso di Shanghai di proprietà del ricco uomo d'affari Mr. Burnish, che intende usarlo per provare l'esistenza di yeti nel mondo.
L'adolescente Yi vive con sua madre e la nonna Nai Nai in un condominio. Vive una vita frenetica districandosi tra mille lavoretti part-time, e così non ha tempo da trascorrere con la sua famiglia e i suoi amici: il fan del basket Peng e il suo popolare cugino Jin. La sua più grande passione è il violino, strumento che le permette di rimanere legata al padre defunto.
Una sera, Yi incontra lo yeti sul tetto del suo condominio e gli dà il nome "Everest". Mentre lo nasconde dagli elicotteri della Burnish Industries, Yi guadagna la sua fiducia nutrendolo con dei baozi. La ragazza capisce che il suo obiettivo è riunirsi con la sua famiglia sull'Everest, mentre lo yeti viene a sapere del desiderio di Yi di viaggiare attraverso la Cina. Quando le forze di sicurezza private della Burnish Industries si avvicinano al nascondiglio di Everest, lo yeti fugge con Yi. Dopo essere fuggiti da un elicottero Burnish alla Oriental Pearl Tower, Yi ed Everest finiscono su una nave che trasporta lattine, seguita da Peng e un riluttante Jin. Yi, Everest e i ragazzi raggiungono un porto nel sud della Cina e viaggiano su un camion. Dopo che la loro cassa è caduta dal camion, finiscono in un bosco, dove Everest stupisce gli umani con i suoi poteri mistici nel stimolare la crescita di diverse piante di mirtilli.
Nel frattempo, il signor Burnish e la zoologa dottoressa Zara continuano la caccia di Everest. Seguendo le tracce del gruppo, riescono a raggiungerli nella regione del Sichuan,in particolare tra le montagne del Huangshan, ma Everest usa il suo potere per far crescere una pianta di dimensioni gigantesche. Mentre Yi, Everest e Peng riescono a fuggire dalle riprese del vento, Jin viene lasciato solo e catturato dal leader Goon della Burnish Industries. A questo punto, Jin scopre che la dottoressa Zara sta progettando di dare la caccia allo yeti per venderlo (e dice anche di volere morti lui, Yi e Peng) e al tempo stesso capisce che il signor Burnish, apparentemente dal cuore freddo, ha un debole per gli animali, tra cui il jerboa domestico della zoologa (ripudiato da lei stessa poiché ritenuto un comune ratto).
Yi, Everest e Peng raggiungono il deserto del Gobi, dove fanno amicizia con diverse tartarughe che accettano con gratitudine il loro abbraccio gigante. Più tardi, si recano in una città sulle rive del Fiume Giallo, arrivando alle Grotte del tempio Bingling, dove la Burnish Industries li affronta. Peng li aiuta a scappare scatenando una fuga di yak e con l'aiuto di Jin, fuggono attraverso il fiume verso un campo di fiori gialli, che Everest fa sbocciare a dimensioni gigantesche.
Continuando il loro viaggio, il gruppo riesce finalmente a raggiungere l'Himalaya, ma mentre attraversano un ponte, vengono intrappolati su entrambi i lati dalla Burnish Industries. Tuttavia, il signor Burnish si redime dopo aver visto Everest proteggere i bambini, causandogli un flashback sul suo primo incontro con lo yeti che stava proteggendo i suoi piccoli. Ancora intenzionata a vendere Everest, la dottoressa Zara inietta un tranquillante a Mr. Burnish prima di neutralizzare anche Everest. Quando Yi cerca di proteggere il suo amico, la dottoressa Zara la getta sul ponte. La Burnish Industries lascia quindi la montagna con prigionieri Everest, Peng e Jin.
Yi riesce ad aggrapparsi a una corda e grazie al suo violino, che Everest ha magicamente riparato, evoca il ghiaccio che rinvigorisce lo yeti liberando dalla sua gabbia. La dottoressa Zara tenta di uccidere Everest tarvolgendolo con il mezzo di trasporto di cui è alla guida, ma il tentativo fallisce provocando la morte della donna insieme al Capo dei Goon in una valanga auto-innescata. Per proteggere Everest e gli yeti dall'umanità, Burnish accetta di aiutare Yi, Peng e Jin a mantenere segreta la sua esistenza. Il gruppo prosegue poi il  viaggio sull'Everest, dove lo yeti si riunisce con la sua famiglia.
Tornati a Shanghai con l'aiuto del signor Burnish, Yi trascorre più tempo con sua madre, la nonna Nai Nai, Peng e Jin.

## Personaggi
- Yi:  la protagonista  del film. È una ragazza cinese che suona il violino e piange la perdita di suo padre. Quando scopre e incontra un giovane yeti, Yi fa della sua missione di portare a casa il piccolo yeti che lo ha battezzato col nome di Everest e proteggerlo da forze pericolose.
- Everest: è il co-protagonista del film. Un adolescente yeti di una famiglia di yeti che vive sul Monte Everest. È molto dolce e giocherellone ma la cosa che lo rende speciale è che lui è in grado di fare magie come quando ha fatto crescere nuovamente i petali dell'orchidea di Yi proprio come faceva l'alieno E.T. nell'omonimo film.
- Peng: è un ragazzino grassottello e simpatico con la passione del basket ed è un amico di Yi, ed anche il cugino di Jin. Lui ed Everest stringono ben presto un profondo legame di amicizia
- Jin: è il cugino di Peng e amico di Yi. Jin è un ragazzo adolescente molto vanitoso interessato prevalentemente al suo aspetto come capelli e vestiti, essere al cellulare e uscire con ragazze. Di conseguenza, Jin è egocentrico, il che limita la sua amicizia d'infanzia con Yi. Quando viene costretto a venire con Yi e Peng per aiutare l'Everest a tornare a casa, Jin viene mostrato cinico ed esitante durante il viaggio e con le abilità magiche dell'Everest. Tuttavia, nel corso del viaggio, Jin perde il suo ego e la sua vanità affrontando e superando ostacoli come affrontare la paura dell'ignoto, rovinarsi i vestiti e scambiare il cellulare in modo da poter raggiungere i suoi amici.
- Signor Burnish: è un anziano uomo d'affari che all'inizio vuole catturare lo yeti Everest per far capire a tutti che la sua specie non è affatto leggendaria da quanto lo si crede ma non appena capisce tramite un flashback che gli yeti vanno protetti decide di lasciarlo libero, ma viene colpito da un dardo soporifero dal comandante Goon, per ordine della Dottoressa Zara. Dopo la loro disfatta egli diventerà molto gentile con Yi, Peng e Jin. Dopo il ritorno di Everest nel suo luogo natio riporta i tre ragazzi a casa.
- Dottoressa Zara: è l'antagonista principale del film. È una zoologa che lavora e aiuta il Signor Burnish a catturare uno yeti e provare a dimostrare la sua esistenza nel mondo. Tuttavia è una donna avida e spietata, intenzionata a catturare lo yeti per arricchirsi e vuole perfino uccidere i tre ragazzi per aver messo loro i bastoni tra le ruote. Inoltre, il suo amore per gli animali è meramente di facciata. Dopo aver travolto Everest essa scatena una valanga che la conduce alla morte.
- Comandante Goon: è l'antagonista secondario del film. Il comandante è molto fedele alla Dottoressa Zara e non dimostra esitazione nel tradire il suo stesso capo per supportarla. Quando Zara travolge lo yeti con il macchinario anche lui viene travolto dalla valanga e muore insieme a lei, trovandosi sul sedile di fianco.
- Nai Nai: è la nonna materna di Yi. Ha un carattere molto forte e protettivo, rispetto a sua nipote.
- Madre di Yi: La figlia di Nai Nai. Vorrebbe avere un legame più profondo con sua figlia, ed ha un carattere molto dolce e tranquillo.

## Controversie
Il film ha suscitato forti reazioni in diversi paesi del sud-est asiatico a causa di una mappa del Mar Cinese Meridionale mostrata all'inizio del film, sulla quale viene rappresentata la cosiddetta "linea dei nove tratti", una suddivisione territoriale del Mar Cinese Meridionale che darebbe il controllo su gran parte dell'area alla Cina, oggetto da molti anni di controversie e rivendicazioni da parte di diversi paesi affacciati sul mare. Il film è stato ritirato dai cinema del Vietnam, il ministro degli esteri filippino ha chiesto di boicottarlo, mentre in Malesia è stato annunciato che sarebbe uscito nelle sale senza la rappresentazione di quella scena.

## Riconoscimenti
- 2019 - San Diego Film Critics Society Awards[2]
  - Candidatura per il miglior film d'animazione
- 2020 - Critics' Choice Awards[3]
  - Candidatura per il miglior film d'animazione

## Serie televisiva
L'11 febbraio 2022, è stato annunciato che Peacock aveva ordinato una serie animata in CG dalla DreamWorks Animation Television che serviva come seguito al film, intitolata Il piccolo yeti e la città invisibile. La serie racconta che Yi, Jin e Peng imparano di più su Everest e sulle creature magiche del mondo (in particolare su quelle della mitologia asiatica). I lavoratori di Spirit: Avventure in libertà Jim Schumann e Katherine Nolfi sono produttori esecutivi della serie, Tiffany Lo ed Ethel Lung sono redattori della storia, Bennet e Trainor hanno ripreso i loro ruoli di Yi e Jin dal film con Alan Cumming che ha sostituito Izzard nei panni di Burnish. La serie è stata rilasciata il 5 ottobre 2022 con 10 episodi su Peacock e Hulu. La seconda stagione è stata presentata in anteprima il 29 marzo 2023. In Italia la serie viene trasmessa dal 7 marzo 2024 su Rai Gulp.